# 폭발물처리대
{{군대 정보
|이름 = 폭발물 처리대
|원어이름 = 
|그림 = 
|그림크기 = 
|그림설명 = 
|활동 기간 =  ~ 현재
|국가 =  대한민국
|소속 = {{|대한민국}}
|병과 = 
|종류 = 특수부대
|역할 = 폭발물 설치, 폭발물 해체 등의 업무
|별명 = EOD
|표어 = 
|색 = 
|군가 =
|마스코트 =
|장비 = 
|참전 = 
|훈장 =
|군색 = 
|지휘관 =
|지휘관 명칭 = 
|주요 지휘관 = 
}}
폭발물처리대 또는 EOD는 폭발물 설치,폭발물 해체 등의 업무를 수행한다. 대한민국 육.해.공군에 활동중인 특수부대이다.